# Государственные награды Республики Беларусь
Государственные награды Республики Беларусь (бел. Дзяржаўныя ўзнагароды Рэспублікі Беларусь) — награды, законодательно определённые Законом Республики Беларусь от 18 мая 2004 года № 288-З «О государственных наградах Республики Беларусь» и Указом Президента Республики Беларусь от 8 апреля 2005 года № 168 «О некоторых вопросах награждения государственными наградами Республики Беларусь». К государственным наградам отнесены — звание «Герой Беларуси», 10 орденов, 9 медалей, 43 почётных звания, а также ряд юбилейных медалей.

## Звание «Герой Беларуси»
Звание «Герой Беларуси» — высшая государственная награда. Тем, которые были удостоены данного звания, вручается специальная медаль Героя Беларуси, которая носится поверх остальных наград.
| Фотография | Название                | Дата учреждения     | За что присуждается | Кому присуждается                                               |
| ---------- | ----------------------- | ------------------- | --- | --------------------------------------------------------------- |
|            | Звание «Герой Беларуси» | 13 апреля 1995 года | За исключительные заслуги перед государством и обществом, связанные с подвигом, совершённым во имя свободы, независимости и процветания Республики Беларусь | Граждане Белоруссии, иностранные граждане, лица без гражданства |

## Ордена
| Фотография | Название                             | Дата учреждения     | За что присуждается | Кому присуждается |
| ---------- | ------------------------------------ | ------------------- | --- | --- |
|            | Орден Отечества I степени            | 13 апреля 1995 года | 1. За отличные достижения в производственной, научно-исследовательской, социально-культурной, общественной, благотворительной и иных сферах деятельности, направленной на повышение благосостояния людей и укрепление могущества страны; 2. за мужество и отвагу, проявленные при защите Отечества и его государственных интересов, обеспечении законности и правопорядка; 3. за большие заслуги в развитии экономических, научно-технических и культурных связей между Республикой Беларусь и другими странами. | Ограничений нет |
|            | Орден Отечества II степени           | 13 апреля 1995 года | 1. За отличные достижения в производственной, научно-исследовательской, социально-культурной, общественной, благотворительной и иных сферах деятельности, направленной на повышение благосостояния людей и укрепление могущества страны; 2. за мужество и отвагу, проявленные при защите Отечества и его государственных интересов, обеспечении законности и правопорядка; 3. за большие заслуги в развитии экономических, научно-технических и культурных связей между Республикой Беларусь и другими странами. | Ограничений нет |
|            | Орден Отечества III степени          | 13 апреля 1995 года | 1. За отличные достижения в производственной, научно-исследовательской, социально-культурной, общественной, благотворительной и иных сферах деятельности, направленной на повышение благосостояния людей и укрепление могущества страны; 2. за мужество и отвагу, проявленные при защите Отечества и его государственных интересов, обеспечении законности и правопорядка; 3. за большие заслуги в развитии экономических, научно-технических и культурных связей между Республикой Беларусь и другими странами. | Ограничений нет |
|            | Орден Воинской Славы                 | 13 апреля 1995 года | 1. За исключительные заслуги в управлении войсками, поддержании их высокой боевой готовности и профессиональной выучки; 2. за отвагу и самоотверженность, проявленные при защите Отечества и его государственных интересов, исполнении других служебных обязанностей; 3. за заслуги в укреплении боевого содружества и военного сотрудничества с иностранными государствами. | Военнослужащие Белоруссии; организации, воинские части (подразделения), соединения Вооружённых Сил Республики Беларусь, других войск и воинских формирований, а также коллективы их работников |
|            | Орден Трудовой Славы                 | 28 апреля 2015 года | 1. За особые достижения в промышленности, сельском хозяйстве, строительстве, на транспорте, в сфере обслуживания; 2. за выдающиеся заслуги в области культуры, литературы, искусства, образования, медицины, научно-исследовательской деятельности и других областях трудовой деятельности; 3. за самоотверженный высокопроизводительный труд, изготовление продукции высокого качества, внедрение в производство новой техники, технологии, передового опыта, особо ценные изобретения и рационализаторские предложения; 4. за особые заслуги в области государственной и общественной деятельности, в укреплении законности, правопорядка и обороноспособности страны. | Ограничений нет |
|            | Орден «За службу Родине» I степени   | 13 апреля 1995 года | 1. За образцовое исполнение воинского долга, достижение высокой боевой выучки подчинённых соединений и воинских частей Вооружённых Сил Республики Беларусь, других войск и воинских формирований Республики Беларусь, создаваемых в соответствии с законодательством Республики Беларусь; 2. за поддержание высокой боевой готовности войск, обеспечение обороноспособности Республики Беларусь; 3. за отвагу и самоотверженность, проявленные при исполнении воинского долга; 4. за особые заслуги в укреплении государственной безопасности, охране государственной границы и борьбе с преступностью | Военнослужащие, лица начальствующего и рядового состава органов внутренних дел, органов финансовых расследований Комитета государственного контроля Республики Беларусь, органов и подразделений по чрезвычайным ситуациям; организации, воинские части (подразделения), соединения Вооружённых Сил Республики Беларусь, других войск и воинских формирований, а также коллективы их работников |
|            | Орден «За службу Родине» II степени  | 13 апреля 1995 года | 1. За образцовое исполнение воинского долга, достижение высокой боевой выучки подчинённых соединений и воинских частей Вооружённых Сил Республики Беларусь, других войск и воинских формирований Республики Беларусь, создаваемых в соответствии с законодательством Республики Беларусь; 2. за поддержание высокой боевой готовности войск, обеспечение обороноспособности Республики Беларусь; 3. за отвагу и самоотверженность, проявленные при исполнении воинского долга; 4. за особые заслуги в укреплении государственной безопасности, охране государственной границы и борьбе с преступностью | Военнослужащие, лица начальствующего и рядового состава органов внутренних дел, органов финансовых расследований Комитета государственного контроля Республики Беларусь, органов и подразделений по чрезвычайным ситуациям; организации, воинские части (подразделения), соединения Вооружённых Сил Республики Беларусь, других войск и воинских формирований, а также коллективы их работников |
|            | Орден «За службу Родине» III степени | 13 апреля 1995 года | 1. За образцовое исполнение воинского долга, достижение высокой боевой выучки подчинённых соединений и воинских частей Вооружённых Сил Республики Беларусь, других войск и воинских формирований Республики Беларусь, создаваемых в соответствии с законодательством Республики Беларусь; 2. за поддержание высокой боевой готовности войск, обеспечение обороноспособности Республики Беларусь; 3. за отвагу и самоотверженность, проявленные при исполнении воинского долга; 4. за особые заслуги в укреплении государственной безопасности, охране государственной границы и борьбе с преступностью | Военнослужащие, лица начальствующего и рядового состава органов внутренних дел, органов финансовых расследований Комитета государственного контроля Республики Беларусь, органов и подразделений по чрезвычайным ситуациям; организации, воинские части (подразделения), соединения Вооружённых Сил Республики Беларусь, других войск и воинских формирований, а также коллективы их работников |
|            | Орден «За личное мужество»           | 13 апреля 1995 года | 1. За исключительную отвагу и личную храбрость, проявленные при исполнении воинского долга, гражданской либо служебной обязанности; 2. за самоотверженные поступки, совершённые в экстремальных обстоятельствах; 3. за мужество, проявленное при защите государственной границы; 4. за мужество, проявленное при охране общественного порядка; 5. за смелые и решительные действия в обстоятельствах, связанных с риском для жизни. | Граждане Белоруссии |
|            | Орден Дружбы народов                 | 13 апреля 1995 года | 1. за значительный вклад в дело укрепления мира, дружественных отношений и сотрудничества между государствами, консолидации общества и единства народов; 2. за особо плодотворную деятельность по сближению и взаимообогащению национальных культур; 3. за высокие достижения в международной общественной, благотворительной и гуманитарной деятельности; 4. за большой личный вклад в развитие и умножение духовного и интеллектуального потенциала Республики Беларусь, активную деятельность по защите прав человека и его социальных интересов; 5. за особые заслуги в развитии внешнеэкономической деятельности, демократии и социального прогресса | Ограничений нет |
|            | Орден Почёта                         | 13 апреля 1995 года | 1. за большие достижения в производственной, научно-исследовательской, государственной, социально-культурной, спортивной, общественной и иной деятельности; 2. за высокие производственные показатели в промышленности, сельском хозяйстве, строительстве, связи, торговле, жилищно-коммунальном хозяйстве, бытовом обслуживании населения, на транспорте и в других областях трудовой деятельности; 3. за значительные успехи в медицинском обслуживании населения, обучении, воспитании детей и подростков, подготовке их к труду; за достижение высокой производительности труда, улучшение качества продукции, снижение материальных и трудовых издержек на её изготовление; 4. за внедрение в производство новой техники, технологии, особо ценные изобретения и рационализаторские предложения; 5. за плодотворную государственную и общественную деятельность; 6. за заслуги в развитии экономических, научно-технических, культурных и иных связей между Республикой Беларусь и другими государствами. | Граждане Белоруссии, организации, воинские части (подразделения), соединения Вооружённых Сил Республики Беларусь, других войск и воинских формирований, а также коллективы их работников |
|            | Орден Франциска Скорины              | 13 апреля 1995 года | 1. за значительные успехи в области национально-государственного возрождения, выдающиеся исследования истории Белоруссии, достижения в области национального языка, литературы, искусства, книгоиздательства, культурно-просветительной деятельности, а также пропаганды культурного наследия белорусского народа; 2. за особые заслуги в гуманитарной, благотворительной деятельности, в деле защиты человеческого достоинства и прав граждан, милосердие и другие благородные поступки. | Ограничений нет |
|            | Орден Матери                         | 13 апреля 1995 года | Награждение орденом Матери производится при достижении пятым ребёнком возраста одного года и при наличии в живых остальных детей этой матери. При награждении орденом Матери учитываются также дети: 1. усыновлённые в установленном законодательством порядке; 2. погибшие или пропавшие без вести при защите Отечества и его государственных интересов, исполнении гражданского долга по спасению человеческой жизни, обеспечению законности и правопорядка; 3. умершие в результате ранения, увечья, заболевания, полученных при указанных обстоятельствах, или в результате трудового увечья либо профессионального заболевания. | Гражданки, родившие и воспитавшие 5 или более детей. |
|            | Орден «За укрепление мира и дружбы»  | 27 мая 2017 года    | 1. За исключительные заслуги в укреплении двусторонних отношений с Республикой Беларусь, оказание всемерного содействия в её социально-экономическом развитии и процветании; 2. за большой личный вклад в установление дружбы и экономического сотрудничества между государствами, интеграцию Республики Беларусь в международные структуры;; 3. в знак признательности за активную миротворческую деятельность, гармонизацию межнациональных отношений, спонсорскую деятельность и проведение значимых гуманитарных мероприятий на благо человечества, единения и согласия в мировом сообществе.. | Руководители иностранных государств, лица, занимающие высшие должности в государственных органах зарубежных стран, а также видные политические и общественные деятели |

## Медали
| Фотография | Название                                                                | Дата учреждения     | За что присуждается | Кому присуждается |
| ---------- | ----------------------------------------------------------------------- | ------------------- | --- | --- |
|            | Медаль «За отвагу»                                                      | 13 апреля 1995 года | За личное мужество и отвагу, проявленные: 1. в боевой обстановке при защите Отечества и его государственных интересов; 2. при исполнении воинского долга, служебной или гражданской обязанности, защите конституционных прав граждан. | Военнослужащие, лица начальствующего и рядового состава органов внутренних дел, органов финансовых расследований Комитета государственного контроля Республики Беларусь, органов и подразделений по чрезвычайным ситуациям и другие граждане                    |
|            | Медаль «За боевые заслуги»                                              | 5 января 2022 года  | 1. За подвиги и особые заслуги, обеспечившие успешное выполнение боевых (специальных) задач; 2. За личное мужество, храбрость и самоотверженность, проявленные при выполнении боевых (специальных) задач в обстоятельствах, связанных с риском для жизни 3. За смелые и инициативные действия, способствовавшие успешному выполнению боевых (специальных) задач воинскими частями (подразделениями), соединениями в особых условия | Военнослужащие, лица начальствующего и рядового состава органов внутренних дел. |
|            | Медаль «За спасённую жизнь»                                             | 28 апреля 2015 года | За спасение людей на воде, во время стихийных бедствий, пожаров, аварий, катастроф и других чрезвычайных обстоятельств, сопряжённых с риском для жизни | Ограничений нет |
|            | Медаль «За отличие в воинской службе»                                   | 13 апреля 1995 года | 1. За значительные заслуги в воинской службе; 2. за успехи в поддержании высокой боевой готовности подразделений, частей, соединений и объединений, отличные показатели в боевой подготовке, особые отличия на учениях и манёврах, при несении боевого дежурства; 3. за особенные заслуги в освоении, эксплуатации и обслуживании военной техники, высокое профессиональное мастерство. | Военнослужащие |
|            | Медаль «За отличие в охране общественного порядка»                      | 13 апреля 1995 года | 1. За личное мужество, храбрость и самоотверженность, проявленные при задержании преступников или ликвидации преступных групп, охране жизни и здоровья людей; 2. за умелые, инициативные и смелые действия, содействовавшие успешному выполнению подразделением, нарядом оперативно-служебных и служебно-боевых задач по пресечению преступных и других противозаконных проявлений; 3. за умело организованные и совершенные действия по предотвращению и раскрытию уголовных преступлений; 4. за умелую организацию работы и высокую результативность деятельности органов и подразделений внутренних дел, соединений, частей и подразделений внутренних войск по охране общественного порядка и борьбе с преступностью; 5. за активное участие и помощь органам внутренних дел и подразделениям внутренних войск в охране общественного порядка, борьбе с преступностью и другими правонарушениями. | Военнослужащие внутренних войск, лица начальствующего и рядового состава органов внутренних дел, органов финансовых расследований Комитета государственного контроля Республики Беларусь, органов и подразделений по чрезвычайным ситуациям, другие граждане    |
|            | Медаль «За отличие в охране государственной границы»                    | 13 апреля 1995 года | 1. За мужество и самоотверженность, проявленные при задержании нарушителей государственной границы; 2. за подвиги и особенные заслуги, проявленные в охране государственной границы; 3. за умелое руководство боевыми действиями пограничного наряда при охране неприкосновенности государственной границы; 4. за высокую бдительность и инициативные действия, в результате которых были задержаны нарушители государственной границы; 5. за активную помощь пограничным войскам в их работе по охране государственной границы. | В основном военнослужащие пограничных войск |
|            | Медаль «За отличие в предупреждении и ликвидации чрезвычайных ситуаций» | 15 июня 2009 года   | 1. За личное мужество, храбрость и самоотверженность, проявленные при ликвидации чрезвычайных ситуаций; 2. за умелые, инициативные и смелые действия при проведении аварийно-спасательных и других неотложных работ; 3. за умелую организацию работы и высокую результативность деятельности органов и подразделений по чрезвычайным ситуациям по защите населения и территорий от чрезвычайных ситуаций; 4. за активное участие и помощь органам и подразделениям по чрезвычайным ситуациям в предупреждении и ликвидации чрезвычайных ситуаций. | В основном военнослужащие |
|            | Медаль «За трудовые заслуги»                                            | 13 апреля 1995 года | 1. За значительные достижения в промышленности, сельском хозяйстве, строительстве, на транспорте, в сфере обслуживания, науке, образовании, охране окружающей среды, охране здоровья населения, культуре, государственной службе и других областях трудовой деятельности; 2. за полезные изобретения и рационализаторские предложения; 3. за успехи в воспитании и профессиональной подготовке молодежи, развитии физической культуры и спорта. | Ограничений нет |
|            | Медаль Франциска Скорины                                                | 20 апреля 1989 года | За отличные достижения в профессиональной деятельности, значительный личный вклад в развитие и приумножение духовного и интеллектуального потенциала, культурного наследия белорусского народа. | Работники науки, образования и культуры |
|            | Медаль «За безупречную службу» I степени                                | 13 апреля 1995 года | Безупречно прослужившие 20 лет | Военнослужащие, лица начальствующего и рядового состава органов внутренних дел, органов финансовых расследований Комитета государственного контроля Республики Беларусь, органов и подразделений по чрезвычайным ситуациям, должностные лица таможенных органов |
|            | Медаль «За безупречную службу» II степени                               | 13 апреля 1995 года | Безупречно прослужившие 15 лет | Военнослужащие, лица начальствующего и рядового состава органов внутренних дел, органов финансовых расследований Комитета государственного контроля Республики Беларусь, органов и подразделений по чрезвычайным ситуациям, должностные лица таможенных органов |
|            | Медаль «За безупречную службу» III степени                              | 13 апреля 1995 года | Безупречно прослужившие 10 лет | Военнослужащие, лица начальствующего и рядового состава органов внутренних дел, органов финансовых расследований Комитета государственного контроля Республики Беларусь, органов и подразделений по чрезвычайным ситуациям, должностные лица таможенных органов |

## Юбилейные медали
Кроме вышеперечисленных медалей существуют также юбилейные медали. Они утверждаются отдельно Президентом Республики Беларусь либо главами государственных органов республиканского уровня (например, министры, председатели государственных комитетов). Некоторые юбилейные медали (медаль Жукова, медаль «50 лет Победы в Великой Отечественной войне 1941—1945 гг.») существуют также в других постсоветских странах. В столбце «Дата учреждения» стоит дата учреждения в Белоруссии.
| Фотография | Название                                                                                            | Дата учреждения       | За что присуждается                                                                                    | Кому присуждается |
| ---------- | --------------------------------------------------------------------------------------------------- | --------------------- | --- | --- |
|            | Медаль «50 лет Победы в Великой Отечественной войне 1941—1945 гг.»                                  | 14 марта 1995 года    | В память о победе в войне 1941—1945 годов                                                              | Военнослужащие СССР, партизаны, участники подполья, иные участники войны |
|            | Медаль «80 лет белорусской милиции»                                                                 | 31 января 1997 года   | В ознаменование 80 годовщины белорусской милиции                                                       | предназначается для награждения: - лиц начальствующего и рядового состава милиции, достигших значительных результатов в служебной деятельности; - лиц начальствующего и рядового состава других служб и подразделений МВД, военнослужащих внутренних войск (за исключением военнослужащих срочной службы), активно способствующих органам милиции в их деятельности; - лиц начальствующего состава, уволенных из органов внутренних дел в запас или отставку с выслугой 20 и более лет; - граждан Республики Беларусь, оказывающих активное содействие милиции в выполнении возложенных на неё задач; - иностранных граждан, активно способствующих развитию и укреплению связей между правоохранительными органами. |
|            | Медаль Жукова                                                                                       | 18 сентября 1997 года | В ознаменование 100-летия со дня рождения Г. К. Жукова, а также в честь участникам войны               | Участники Второй мировой войны, воевавшие на стороне СССР против Германии и Японии |
|            | Медаль «80 лет Комитету государственной безопасности Республики Беларусь»                           | 20 октября 1997 года  | В ознаменования 80 годовщины КГБ республики Беларусь                                                   | Предназначена для награждения: - военнослужащих КГБ Республики Беларусь, достигших положительных результатов в служебной деятельности и имеющих выслугу лет на военной службе в системе КГБ 10 и более лет; - пенсионеров КГБ, уволенных с военной службы по возрасту, болезни, выслуге лет и сокращению штатов и имеющих на день увольнения выслугу лет на военной службе 25 и более лет; - граждан Республики Беларусь и отдельных сотрудников органов безопасности стран СНГ, внесших значительный вклад в обеспечение государственной безопасности Республики Беларусь. |
|            | Медаль «80 лет Вооружённых сил Республики Беларусь»                                                 | 13 февраля 1998 года  | | |
|            | Медаль «80 лет Пограничных войск Республики Беларусь»                                               | 25 февраля 1998 года  | | |
|            | Медаль «В память 10-летия вывода советских войск из Афганистана»                                    | 5 февраля 1999 года   | В память о воевавших в Афганистане                                                                     | Военнослужащие СССР, воевавшие в Афганистане (1979—1989 годы) |
|            | Медаль «80 лет Прокуратуре Республики Беларусь»                                                     | 9 апреля 2002 года    | | |
|            | Медаль «150 лет пожарной службе Беларуси»                                                           | 4 августа 2003 года   | | |
|            | Медаль «100 лет профсоюзному движению Беларуси»                                                     | 26 апреля 2004 года   | | |
|            | Медаль «60 лет освобождения Республики Беларусь от немецко-фашистских захватчиков»                  | 28 мая 2004 года      | В память об освобождении Белоруссии от фашистской Германии                                             | Ветераны, иностранцы, принимавшие участие в освобождении Белоруссии от фашистов, а также военнослужащие Республики Беларусь и иные лица, «внесшие значительный вклад в героико-патриотическое воспитание граждан Республики Беларусь, увековечение памяти павших, организацию юбилейных мероприятий, посвященных 60-летию освобождения Республики Беларусь от немецко-фашистских захватчиков» |
|            | Медаль «60 лет Победы в Великой Отечественной войне 1941—1945 гг.»                                  | 6 декабря 2004 года   | В память о победе в войне 1941—1945 годов                                                              | Военнослужащие СССР, партизаны, участники подполья, иные участники войны |
|            | Медаль «90 лет милиции Беларуси»                                                                    | 31 декабря 2006 года  | | |
|            | Медаль «90 лет органам государственной безопасности Беларуси»                                       | 16 октября 2007 года  | | |
|            | Медаль «90 лет Вооружённых сил Республики Беларусь»                                                 | 28 декабря 2007 года  | | |
|            | Медаль «90 лет на страже границы»                                                                   | 27 мая 2008 года      | | |
|            | Медаль «65 лет освобождения Республики Беларусь от немецко-фашистских захватчиков»                  | 4 декабря 2008 года   | В память об освобождении Белоруссии от фашистской Германии                                             | Ветераны, иностранцы, принимавшие участие в освобождении Белоруссии от фашистов, а также военнослужащие Республики Беларусь и иные лица, «внесшие значительный вклад в героико-патриотическое воспитание граждан Республики Беларусь, увековечение памяти павших, организацию юбилейных мероприятий, посвященных 60-летию освобождения Республики Беларусь от немецко-фашистских захватчиков» |
|            | Медаль «20 лет вывода Советских войск из Афганистана»                                               | 8 января 2009 года    | В память о воевавших в Афганистане                                                                     | Военнослужащие СССР, воевавшие в Афганистане (1979—1989 годы) |
|            | Медаль «65 лет Победы в Великой Отечественной войне 1941—1945 гг.»                                  | 5 января 2010 года    | В память о победе в войне 1941—1945 годов                                                              | Военнослужащие СССР, партизаны, участники подполья, иные участники войны |
|            | Медаль «90 лет Прокуратуре Республики Беларусь»                                                     | 14 мая 2012 года      | | |
|            | Медаль «160 лет пожарной службе Беларуси»                                                           | 27 мая 2013 года      | | |
|            | Юбилейная медаль «70 лет Победы в Великой Отечественной войне 1941—1945 гг.»                        | 21 декабря 2013 года  | Для награждения ветеранов Великой Отечественной войны и иных лиц в соответствии с Положением о медали. | Ветераны, участники войны |
|            | Медаль «70 лет освобождения Республики Беларусь от немецко-фашистских захватчиков»                  | 10 января 2014 года   | В память об освобождении Белоруссии от фашистской Германии                                             | Ветераны, военнослужащие СССР, партизаны, участники подполья, иные участники войны |
|            | Медаль «В память 25-летия окончания боевых действий в Афганистане»                                  | 4 февраля 2014 года   | | |
|            | Медаль «110 лет профсоюзному движению Беларуси»                                                     | 28 мая 2014 года      | | |
|            | Медаль «20 лет Службе безопасности Президента Республики Беларусь»                                  | 4 августа 2014 года   | | |
|            | Медаль «100 лет милиции Беларуси»                                                                   | 17 мая 2016 года      | | |
|            | Медаль «100 лет Внутренним войскам МВД Республики Беларусь»                                         | 13 октября 2016 года  | | |
|            | Медаль «100 лет органам государственной безопасности Беларуси»                                      | 12 апреля 2017 года   | | |
|            | Медаль «100 лет Вооружённым силам Республики Беларусь»                                              | 28 сентября 2017 года | За достижение высоких результатов в служебной деятельности                                             | Военнослужащие Вооружённых Сил Беларуси, ветераны Великой Отечественной войны, ветераны Вооружённых Сил, должностные лица государственных органов Республики Беларусь и других государств, иные лица |
|            | Медаль «100 лет органам пограничной службы Беларуси»                                                | 9 октября 2017 года   | | |
|            | Медаль «20 лет органам и подразделениям по чрезвычайным ситуациям Республики Беларусь»              | 20 июля 2018 года     | | |
|            | Медаль «30 лет вывода Советских войск из Афганистана»                                               | 16 октября 2018 года  | | |
|            | Медаль «100 лет дипломатической службе Беларуси»                                                    | 16 октября 2018 года  | | |
|            | Медаль «100 лет органам государственного управления сельским хозяйством и продовольствием Беларуси» | 12 февраля 2019 года  | | |
|            | Медаль «75 лет освобождения Беларуси от немецко-фашистских захватчиков»                             | 2 апреля 2019 года    | В память об освобождении Белоруссии от фашистской Германии                                             | Ветераны, военнослужащие СССР, партизаны, участники подполья, иные участники войны |
|            | Медаль «25 лет Службе безопасности Президента Республики Беларусь»                                  | 1 июля 2019 года      | | |
|            | Медаль «100 лет органам государственного контроля Беларуси»                                         | 2 июля 2019 года      | | |
|            | Юбилейная медаль «75 лет Победы в Великой Отечественной войне 1941—1945 годов»                      | 13 февраля 2020 года  | Для награждения ветеранов Великой Отечественной войны и иных лиц в соответствии с Положением о медали. | Ветераны, участники войны |
|            | Медаль «100 лет белорусским экономическим органам»                                                  | 25 мая 2021 года      | В ознаменование 100-летия создания системы экономических органов Республики Беларусь                   | Ветераны Министерства экономики (в том числе работники Государственного планового комитета БССР, Государственного комитета по экономике и планированию БССР, Государственного комитета по экономике и планированию Республики Беларусь), работники комитетов экономики облисполкомов, Минского горисполкома |
|            | Медаль «100 лет Прокуратуре Республики Беларусь»                                                    | 22 февраля 2022 года  | | |
|            | Медаль «30 лет органам финансового расследования Республики Беларусь»                               | 6 июля 2022 года      | | |
|            | Медаль «35 лет вывода Советских войск из Афганистана»                                               | 19 декабря 2023 года  | | |
|            | Медаль «80 лет освобождения Беларуси от немецко-фашистских захватчиков»                             | 29 февраля 2024 года  | В память об освобождении Белоруссии от фашистской Германии                                             | Ветераны, военнослужащие СССР, партизаны, участники подполья, иные участники войны |

## Почётные звания
Почётные звания можно условно разделить на три группы.
К первой группе относятся следующие почётные звания: «Народный поэт Беларуси», «Народный писатель Беларуси», «Народный артист Беларуси», «Народный художник Беларуси», «Народный врач Беларуси» и «Народный учитель Беларуси». Данные почётные звания более значимы, чем остальные, так как требуют в качестве условия для награждения наличие почётных званий «Заслуженный деятель культуры Республики Беларусь», «Заслуженный артист Республики Беларусь», «Заслуженный деятель искусств Республики Беларусь», «Заслуженный врач Республики Беларусь» либо «Заслуженный учитель Республики Беларусь». Основное их отличие — зелёная муаровая ленточка в колодке нагрудного знака.
| Фотография | Название                                     | Дата учреждения     | За что присуждается | Кому присуждается |
| ---------- | -------------------------------------------- | ------------------- | --- | --- |
|            | Почётное звание «Народный поэт Беларуси»     | 27 марта 1956 года  | За особые заслуги в развитии поэтического творчества, создание высокохудожественных произведений, внесших выдающийся вклад в отечественную литературу и получивших широкое общественное признание                                                                                        | Поэты, носящие почётное звание «Заслуженный деятель культуры Республики Беларусь» не менее пяти лет |
|            | Почётное звание «Народный писатель Беларуси» | 27 марта 1956 года  | За особые заслуги в развитии отечественной литературы, создание высокохудожественных произведений, внесших выдающийся вклад в отечественную литературу и получивших широкое общественное признание                                                                                       | Писатели, носящие почётное звание «Заслуженный деятель культуры Республики Беларусь» не менее пяти лет |
|            | Почетное звание «Народный артист Беларуси»   | 5 декабря 1927 года | Создание высокохудожественных образов, спектаклей, кинофильмов, телеспектаклей, телефильмов, концертных, эстрадных, цирковых программ, музыкальных, телевизионных и радиопроизведений, внесение выдающегося вклада в отечественную культуру и получение широкого общественного признания | Артисты, режиссёры, балетмейстеры, дирижёры, хормейстеры, музыкальные исполнители, носящие почётное звание «Заслуженный артист Республики Беларусь» или «Заслуженный деятель искусств Республики Беларусь» не менее пяти лет |
|            | Почетное звание «Народный художник Беларуси» | 7 января 1944 года  | Создание выдающихся произведений живописи, скульптуры, графики, монументального, декоративно-прикладного, театрального, кино- и телеискусства, внесение значительного вклада в отечественную культуру и получение широкого общественного признания                                       | Художники, носящие почётное звание «Заслуженный деятель искусств Республики Беларусь» не менее пяти лет |
|            | Почетное звание «Народный врач Беларуси»     | 23 ноября 1988 года | За особые заслуги в укреплении здоровья населения, организации и оказании медицинской помощи с использованием современных достижений медицинской науки и техники, внесение выдающегося вклада в отечественную медицину и получение широкого общественного признания                      | Врачи, носящие почётное звание «Заслуженный врач Республики Беларусь» не менее пяти лет |
|            | Почетное звание «Народный учитель Беларуси»  | 23 ноября 1988 года | За особые заслуги в обучении и воспитании учащихся и воспитанников, внесение выдающегося вклада в сферу образования и получение широкого общественного признания | Педагогические работники, носящие почётное звание «Заслуженный учитель Республики Беларусь» не менее пяти лет |

Во вторую группу можно отнести два почётных звания, связанные со спортом: «Заслуженный тренер Республики Беларусь» и «Заслуженный мастер спорта Республики Беларусь». Их основное отличие от остальных почётных званий заключается в синей муаровой ленточке колодки нагрудного знака.
| Фотография | Название                                                        | Дата учреждения     | За что присуждается | Кому присуждается |
| ---------- | --------------------------------------------------------------- | ------------------- | --- | --- |
|            | Почётное звание «Заслуженный тренер Республики Беларусь»        | 13 апреля 1995 года | 1. высококвалифицированным тренерам-преподавателям по спорту, в том числе работающим со спортсменами-инвалидами не менее четырёх лет, — за успешную учебно-тренировочную и воспитательную работу по подготовке выдающихся спортсменов и команд; 2. тренерам национальных (сборных) команд Республики Беларусь, имеющим стаж работы с этими командами не менее четырёх лет, — за непосредственную подготовку и успешное выступление этих команд на Олимпийских играх, чемпионатах, первенствах и Кубках мира и Европы; 3. первым тренерам спортсменов, достигших отличных успехов на Олимпийских играх, чемпионатах, первенствах и Кубках мира и Европы, работающим с этими спортсменами не менее двух лет начиная с учебно-тренировочного этапа; 4. тренерам спортивных школ и организаций, ранее принимавшим непосредственное участие в подготовке переданных в высшее звено спортсменов, при условии работы с ними не менее четырёх лет. | 1. высококвалифицированным тренерам-преподавателям по спорту, в том числе работающим со спортсменами-инвалидами не менее четырёх лет, — за успешную учебно-тренировочную и воспитательную работу по подготовке выдающихся спортсменов и команд; 2. тренерам национальных (сборных) команд Республики Беларусь, имеющим стаж работы с этими командами не менее четырёх лет, — за непосредственную подготовку и успешное выступление этих команд на Олимпийских играх, чемпионатах, первенствах и Кубках мира и Европы; 3. первым тренерам спортсменов, достигших отличных успехов на Олимпийских играх, чемпионатах, первенствах и Кубках мира и Европы, работающим с этими спортсменами не менее двух лет начиная с учебно-тренировочного этапа; 4. тренерам спортивных школ и организаций, ранее принимавшим непосредственное участие в подготовке переданных в высшее звено спортсменов, при условии работы с ними не менее четырёх лет. |
|            | Почётное звание «Заслуженный мастер спорта Республики Беларусь» | 13 апреля 1995 года | За достижение высоких результатов на Олимпийских, Паралимпийских и Всемирных играх, чемпионатах, первенствах и Кубках мира и Европы | Спортсмены |

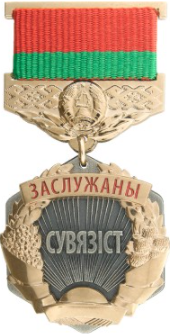
Нагрудный знак к почётному званию «Заслуженный связист Республики Беларусь»

Последняя группа — это почётные звания, связанные с достижениями в профессиональной деятельности. Все они представляют собой шестигранник диаметром 35 мм описанной окружности, покрытый патинированным серебром. Шестигранник обрамляет венок в виде стилизованного позолоченного изображения Государственного герба Республики Беларусь. В верхней части поля шестигранника — девизная позолоченная лента, на которую нанесена надпись «ЗАСЛУЖАНЫ», покрытая эмалью красного цвета. Нагрудный знак при помощи позолоченных ушка и кольца соединяется с прямоугольной позолоченной колодкой, верхняя часть которой по горизонтали обтянута муаровой лентой с полосами красного и зелёного цветов шириной соответственно 8 мм и 5 мм. В центре нижней части колодки — выпуклое изображение Государственного герба Республики Беларусь размером 9 × 9 мм, справа и слева от которого размещен белорусский орнамент. Под изображением Государственного герба Республики Беларусь — две обрамляющие его лавровые ветви. На обратной стороне колодки находится булавка с замком для крепления нагрудного знака к одежде.
- Почётное звание «Заслуженный артист Республики Беларусь»
- Почётное звание «Заслуженный деятель искусств Республики Беларусь»
- Почётное звание «Заслуженный деятель культуры Республики Беларусь»
- Почётное звание «Заслуженный деятель науки Республики Беларусь»
- Почётное звание «Заслуженный изобретатель Республики Беларусь»
- Почётное звание «Заслуженный рационализатор Республики Беларусь»
- Почётное звание «Заслуженный учитель Республики Беларусь»
- Почётное звание «Заслуженный работник образования Республики Беларусь»
- Почётное звание «Заслуженный врач Республики Беларусь»
- Почётное звание «Заслуженный работник здравоохранения Республики Беларусь»
- Почётное звание «Заслуженный работник социальной защиты Республики Беларусь»
- Почётное звание «Заслуженный работник промышленности Республики Беларусь»
- Почётное звание «Заслуженный работник сельского хозяйства Республики Беларусь»
- Почётное звание «Заслуженный лесовод Республики Беларусь»
- Почётное звание «Заслуженный строитель Республики Беларусь»
- Почётное звание «Заслуженный архитектор Республики Беларусь»
- Почётное звание «Заслуженный связист Республики Беларусь»
- Почётное звание «Заслуженный экономист Республики Беларусь»
- Почётное звание «Заслуженный юрист Республики Беларусь»
- Почётное звание «Заслуженный энергетик Республики Беларусь»
- Почётное звание «Заслуженный металлург Республики Беларусь»
- Почётное звание «Заслуженный шахтёр Республики Беларусь»
- Почётное звание «Заслуженный работник сферы обслуживания Республики Беларусь»
- Почётное звание «Заслуженный работник транспорта Республики Беларусь»
- Почётное звание «Заслуженный специалист Вооруженных Сил Республики Беларусь»
- Почётное звание «Заслуженный пилот Республики Беларусь»
- Почётное звание «Заслуженный штурман Республики Беларусь»
- Почётное звание «Заслуженный сотрудник органов государственной безопасности Республики Беларусь»
- Почётное звание «Заслуженный работник органов прокуратуры Республики Беларусь»
- Почётное звание «Заслуженный работник органов внутренних дел Республики Беларусь»
- Почётное звание «Заслуженный пограничник Республики Беларусь»
- Почётное звание «Заслуженный таможенник Республики Беларусь»
- Почётное звание «Заслуженный спасатель Республики Беларусь»
- Почётное звание «Заслуженный геолог Республики Беларусь»
- Почётное звание «Заслуженный работник физической культуры и спорта Республики Беларусь»

## Премии
Премии Республики Беларусь вручаются за достижения в области науки и техники, литературы, искусства и архитектуры, а также за вклад в развитие страны, утверждение духовных ценностей. Премии являются свидетельством высшего признания заслуг лауреатов перед обществом и государством.

### Государственные премии
Государственная премия Республики Беларусь (бел. Дзяржаўная прэмія Рэспублікі Беларусь) является высшим признанием заслуг деятелей науки и техники, литературы, искусства и архитектуры. Существует два вида Государственных премий:
- Государственная премия в области науки и техники (вручается раз в два года, каждый чётный год)[50];
- Государственная премия в области литературы, искусства и архитектуры (вручается раз в два года, каждый чётный год)[51].

Государственная премия Республики Беларусь присуждается одному соискателю или коллективу соискателей, состоящему не более чем из трех человек. Не допускается включение в коллектив соискателей Государственной премии лиц, осуществлявших в процессе выполнения работы только административные, консультативные или организационные функции. Лицу, которому присуждена Государственная премия, присваивается звание лауреата Государственной премии и вручаются Почетный знак лауреата Государственной премии вместе с Дипломом лауреата Государственной премии.

### Премии Президента Республики Беларусь
Премии Президента Республики Беларусь (бел. Прэміі Прэзідэнта Рэспублікі Беларусь) присуждаются представителям творческой интеллигенции, а также деятелям науки, культуры и искусства, которые добились значительных результатов в творческой, культурно-просветительной, научной, педагогической деятельности, получивших большое общественное признание, а также спортсменам за значительный вклад в развитие массового физкультурного движения и спорта.
Ежегодно присуждаются три вида Премий Президента Республики Беларусь:
- Премия «За духовное возрождение» (учреждена в 1997 году, вручается ежегодно)[53];
- Специальные премии Президента Республики Беларусь деятелям культуры и искусства (учреждена в 1998 году)[54];
- Специальная премия Президента Республики Беларусь «Белорусский спортивный Олимп» (учреждена в 2003 году)[55].

Премии присуждаются Указом Президента Республики Беларусь и вручаются в торжественной обстановке.